# Elecciones generales de las Islas Feroe de 2022
Las elecciones generales anticipadas se celebraron en las Islas Feroe el 8 de diciembre de 2022. Se eligieron los 33 representantes al parlamento feroés, Løgting. El partido ganador fue el socialdemócrata Partido de la Igualdad al lograr un 26,6% que correspondieron a 9 escaños.

## Contexto
La política feroesa está dominada por cuatro partidos mayoritarios, que en conjunto lograron 28 de los 33 escaños en las elecciones anteriores de 2019, ellos son el Partido Popular, el Partido de la Igualdad, el Partido Unionista y República. Además, una característica particular de la política nacional es que tiene dos ejes principales, uno nacionalista relacionado con la relación entre las Islas Feroe y Dinamarca y un segundo eje ideológico que se divide entre izquierda y derecha.
Después de las elecciones generales de 2019, el líder del Partido Unionista, Bárður á Steig Nielsen, formó un gobierno de coalición, compuesto por el Partido Unionista, el Partido Popular y el Partido de Centro, que juntos obtuvieron 17 de los 34 escaños.
Durante la campaña para las elecciones al Folketing de noviembre de 2022, el líder del Partido de Centro y ministro de Relaciones Exteriores de las Islas Feroe, Jenis av Rana, declaró que no podría apoyar a Søren Pape Poulsen, líder del Partido Popular Conservador, para convertirse en primer ministro de Dinamarca, ya que Poulsen era homosexual.
Los partidos de oposición en el Løgting planearon convocar una moción de censura el 8 de noviembre, pero el primer ministro feroés Bárður á Steig Nielsen despidió a av Rana el mismo día. Posteriormente, el Partido de Centro se retiró del gobierno, lo que provocó que perdiera la mayoría y que Nielsen convocara elecciones anticipadas.

## Sistema electoral
Desde la entrada en vigor de la Ley de Autonomía el 31 de marzo de 1948, los feroeses eligen a su propio parlamento. El Løgting tiene 33 miembros, todos electos directamente por sufragio universal para un período de cuatro años, aunque son comunes las elecciones anticipadas. Hasta 2007, cada miembro era representante de uno de los seis distritos electorales, pero desde entonces todo el territorio feroés constituye una sola circunscripción. El comisionado del reino representa a Dinamarca en las Islas Feroe y toma parte en las sesiones del parlamento, sin derecho a voto.
Los 33 miembros del Løgting fueron elegidos por representación proporcional de lista abierta en la única circunscripción nacional con un umbral electoral de1⁄33 de votos ( 3,03%). Los escaños se asignaron mediante el método d'Hondt.

## Partidos participantes
| Letra | Letra | Nombre de partido                           | Líder                  | Orientación                         | Resultado 2019 | Resultado 2019 |
| Letra | Letra | Nombre de partido                           | Líder                  | Orientación                         | Votos          | Escaños        |
| ----- | ----- | ------------------------------------------- | ---------------------- | ----------------------------------- | -------------- | -------------- |
|       | A     | Partido Popular Hin føroyski fólkaflokkurin | Beinir Johannesen      | Conservadurismo, separatista        | 24,9%          | 8/33           |
|       | C     | Partido de la Igualdad Javnaðarflokkurin    | Aksel V. Johannesen    | Socialdemocracia, unionista         | 22,5%          | 7/33           |
|       | B     | Partido Unionista Sambandsflokkurin         | Bárður á Steig Nielsen | Liberalismo, unionista              | 20,6%          | 7/33           |
|       | E     | República Tjóðveldi                         | Høgni Hoydal           | Socialismo democrático, separatista | 18,4%          | 6/33           |
|       | H     | Partido de Centro Miðflokkurin              | Jenis av Rana          | Democracia cristiana                | 5,4%           | 2/33           |
|       | F     | Progreso Framsókn                           | Ruth Vang              | Liberalismo, separatista            | 4,7%           | 2/33           |
|       | D     | Autogobierno Sjálvstýri                     | Sámal Petur í Grund    | Socioliberalismo, separatista       | 3,5%           | 1/33           |

## Encuestas de opinión

|                         |                       |                | Partidos      | Partidos   | Partidos | Partidos | Partidos | Partidos | Partidos | Partidos | Partidos | Gobierno vs. Oposición (Total) | Gobierno vs. Oposición (Total) | Gobierno vs. Oposición (Total) |       |     |     |         |         |     |
| Encuesta                | Fecha                 | Tamaño muestra | A             | С          | B        | E        | H        | F        | D        | Otros    | Dif.     | Gobierno                       | Oposición                      | Dif.                           |       |     |     |         |         |     |
| ----------------------- | --------------------- | -------------- | ------------- | ---------- | -------- | -------- | -------- | -------- | -------- | -------- | -------- | ------------------------------ | ------------------------------ | ------------------------------ | ----- | --- | --- | ------- | ------- | --- |
| Encuesta                | Fecha                 | Tamaño muestra | Elección 2022 | 8 Dic 2022 | –        | 18.9 6   | 26.6 9   | 20.0 7   | 17.7 6   | Otros    | Dif.     | 6.6 2                          | 7.5 3                          | Dif.                           | 2.7 0 | 0.0 | 6.6 | 45.5 15 | 51.8 18 | 6.3 |
| Spyr.fo                 | 5 Dic 2022            | –              | 23.3 8        | 26.8 9     | 15.8 5   | 17.9 6   | 6.5 2    | 7.0 3    | 2.8 0    | 0.0      | 3.5      | 45.6 15                        | 51.7 18                        | 6.1                            |       |     |     |         |         |     |
| Gallup                  | 1–3 Dic 2022          | 536            | 9.8 7         | 25.9 9     | 18.3 6   | 19.8 7   | 6.2 2    | 7.8 2    | 2.2 0    | 0.0      | 6.1      | 44.3 15                        | 53.6 18                        | 9.3                            |       |     |     |         |         |     |
| Spyr.fo                 | 24 Nov 2022           | –              | 19.2 7        | 25.4 9     | 18.9 6   | 20.7 7   | 6.8 2    | 6.6 2    | 2.5 0    | 0.0      | 4.7      | 44.9 15                        | 52.7 18                        | 7.8                            |       |     |     |         |         |     |
| Spyr.fo                 | 14 Nov 2022           | –              | 12.6 4        | 28.3 10    | 18.0 6   | 21.5 7   | 8.2 3    | 9.3 3    | 2.1 0    | 0.0      | 6.8      | 38.8 13                        | 59.1 20                        | 20.3                           |       |     |     |         |         |     |
| Spyr.fo                 | 8 Nov 2022            | –              | 16.4 6        | 27.3 9     | 20.7 7   | 19.0 6   | 8.0 3    | 7.0 2    | 1.6 0    | 0.0      | 6.6      | 45.1 16                        | 53.3 17                        | 8.2                            |       |     |     |         |         |     |
| Elecciones danesas 2022 | 31 Oct 2022           | –              | 15.5          | 28.2       | 30.2     | 18.1     | 4.5      | 3.5      | 0.0      | 0.0      | 2.0      | 50.2                           | 49.8                           | 0.4                            |       |     |     |         |         |     |
| Gallup                  | 8–16 Sep 2022         | 543            | 20.9 7        | 29.7 10    | 18.1 6   | 16.4 5   | 6.1 2    | 5.7 2    | 3.1 1    | 0.0      | 8.8      | 45.1 15                        | 54.9 18                        | 9.8                            |       |     |     |         |         |     |
| Spyr.fo                 | 24 Ago 2022           | –              | 16.1 5        | 30.0 10    | 18.0 6   | 19.5 7   | 6.5 2    | 7.9 3    | 2.1 0    | 0.0      | 10.5     | 40.6 13                        | 57.4 20                        | 16.8                           |       |     |     |         |         |     |
| Spyr.fo                 | 14 Jun 2022           | –              | 19.5 6        | 31.5 11    | 15.0 5   | 20.2 7   | 6.8 2    | 5.1 2    | 1.3 0    | 0.6      | 11.3     | 41.3 13                        | 56.8 20                        | 15.5                           |       |     |     |         |         |     |
| Spyr.fo                 | 17 de mayo de 2022    | –              | 17.9 6        | 31.0 10    | 14.2 5   | 21.1 7   | 5.2 2    | 8.2 3    | 2.4 0    | 0.0      | 9.9      | 37.3 13                        | 60.3 20                        | 23.0                           |       |     |     |         |         |     |
| Gallup                  | 10–16 de mayo de 2022 | 561            | 18.4 6        | 28.5 10    | 21.0 7   | 19.0 6   | 4.5 2    | 6.0 2    | 2.6 0    | 0.0      | 7.5      | 43.9 15                        | 53.5 18                        | 9.6                            |       |     |     |         |         |     |
| Spyr.fo                 | 16 Mar 2022           | –              | 18.5 6        | 30.1 10    | 17.1 6   | 17.5 6   | 5.8 2    | 8.9 3    | 2.2 0    | 0.0      | 11.6     | 41.4 14                        | 56.5 19                        | 15.1                           |       |     |     |         |         |     |
| Spyr.fo                 | 6 Ene 2022            | –              | 13.4 4        | 32.1 11    | 16.3 5   | 20.1 7   | 4.6 2    | 9.9 3    | 3.7 1    | 0.0      | 12.0     | 34.3 11                        | 65.8 22                        | 31.5                           |       |     |     |         |         |     |
| Spyr.fo                 | 21 Dic 2021           | –              | 15.2 5        | 31.0 10    | 16.7 6   | 20.0 7   | 6.7 2    | 6.4 2    | 3.0 1    | 1.0      | 11.0     | 38.6 13                        | 60.4 20                        | 21.8                           |       |     |     |         |         |     |
| Spyr.fo                 | 1 Dic 2021            | –              | 17.6 6        | 32.5 11    | 14.8 5   | 18.8 6   | 6.1 2    | 7.3 3    | 2.9 0    | 0.0      | 13.7     | 38.5 13                        | 58.6 20                        | 20.1                           |       |     |     |         |         |     |
| Spyr.fo                 | 24 Ago 2021           | –              | 20.6 7        | 28.0 9     | 16.8 5   | 19.8 7   | 7.7 3    | 5.3 2    | 2.3 0    | 0.0      | 7.4      | 45.1 15                        | 53.1 18                        | 8.0                            |       |     |     |         |         |     |
| Spyr.fo                 | 29 Jun 2021           | –              | 21.4 7        | 29.0 10    | 17.8 6   | 17.9 6   | 5.7 2    | 5.1 2    | 3.0 0    | 0.1      | 7.6      | 44.9 15                        | 55.0 18                        | 10.1                           |       |     |     |         |         |     |
| Spyr.fo                 | 30 Mar 2021           | –              | 21.1 8        | 29.0 10    | 15.7 5   | 19.1 6   | 6.8 2    | 6.0 2    | 1.2 0    | 1.1      | 7.9      | 43.6 15                        | 54.1 18                        | 10.5                           |       |     |     |         |         |     |
| Spyr.fo                 | 26 Nov 2020           | –              | 21.3 7        | 28.2 10    | 19.0 6   | 18.6 6   | 5.5 2    | 5.5 2    | 1.9 0    | 0.1      | 6.9      | 45.8 15                        | 52.3 18                        | 6.5                            |       |     |     |         |         |     |
| Spyr.fo                 | 31 Ago 2020           | –              | 23.6 8        | 28.5 10    | 17.1 6   | 16.4 5   | 5.4 2    | 5.3 2    | 2.8 0    | 0.9      | 4.9      | 46.1 16                        | 50.2 17                        | 4.1                            |       |     |     |         |         |     |
| Spyr.fo                 | 29 de mayo de 2020    | –              | 22.9 8        | 27.1 9     | 19.4 7   | 18.2 6   | 4.3 1    | 6.0 2    | 2.1 0    | 0.0      | 4.2      | 46.6 16                        | 51.3 17                        | 4.7                            |       |     |     |         |         |     |
| Spyr.fo                 | 15 Nov 2019           | –              | 24.0 8        | 23.5 8     | 20.8 7   | 18.8 6   | 4.9 2    | 5.3 2    | 2.7 0    | 0.0      | 0.5      | 49.7 17                        | 47.6 16                        | 2.1                            |       |     |     |         |         |     |
| Elección 2019           | 31 Ago 2019           | –              | 24.5 8        | 22.1 7     | 20.4 7   | 18.1 6   | 5.4 2    | 4.6 2    | 3.4 1    | 1.5      | 2.4      | 50.3 17                        | 48.2 16                        | 2.1                            |       |     |     |         |         |     |

1. ↑  Excluyendo los porcentajes de los partidos políticos que no logren superar el umbral electoral.

## Resultados
El ganador de las elecciones fue el Partido de la Igualdad con más de nueve mil votos, que correspondieron a 9 escaños, dos más que en las elecciones anteriores. En cambio, los miembros del gobierno, el Partido Unionista y el Partido de Centro, tuvieron pérdidas en el apoyo de los votantes, especialmente el Partido del Centro que perdió dos escaños. Entre los partidos con menor votación, el partido Progreso logró un escaño más que en la elección anterior, mientras el Partido del Autogobierno perdió su único parlamentario.
| Partido                            | Partido                            | Votos  | %    | Escaños | +/– |
| ---------------------------------- | ---------------------------------- | ------ | ---- | ------- | --- |
|                                    | Partido de la Igualdad (C)         | 9.094  | 26,6 | 9       | 2   |
|                                    | Partido Unionista (B)              | 6.834  | 20,0 | 7       | 0   |
|                                    | Partido Popular (A)                | 6.473  | 18,9 | 6       | 2   |
|                                    | República (E)                      | 6.057  | 17,7 | 6       | 0   |
|                                    | Progreso (F)                       | 2.571  | 7,5  | 3       | 1   |
|                                    | Partido de Centro (H)              | 2.242  | 6,6  | 2       | 0   |
|                                    | Partido del Autogobierno (D)       | 938    | 2,7  | 0       | 1   |
|                                    |                                    |        |      |         |     |
| Votos válidos                      | Votos válidos                      | 34.209 | 99,6 |         |     |
| Votos inválidos/en blanco          | Votos inválidos/en blanco          | 147    | 0,4  |         |     |
| Total                              | Total                              | 34.356 | 100  | 33      | 0   |
| Votantes registrados/participación | Votantes registrados/participación | 39.015 | 88.1 |         |     |
| Fuente: Kringvarp Føroya           |                                    |        |      |         |     |

## Formación de gobierno
Durante el día de la elección, Aksel V. Johannesen, el líder el partido ganador, anunció que podría cooperar para formar gobierno tanto con el partido secesionista República, que previo a la elección estaba en la oposición, como con el derechista Partido Unionista, que estuvo en el gobierno. Finalmente, el 21 de diciembre se logró un acuerdo sobre la formación del gobierno que estaría conformado por el Partido de la Igualdad, República y Progreso quienes en conjunto tenían 18 de los 33 escaños en el parlamento. Al día siguiente se anunció públicamente que el gobierno estaría conformado por nueve miembros y sería liderado por Aksel V. Johannesen. Una de las primeras medidas anunciadas fue recortar la subvención que reciben de Dinamarca en 25 millones de coronas danesas anualmente, para hacerse menos dependientes económicamente.